# Невидимый враг (фильм)
Невидимый враг (англ. An Unseen Enemy) — немой короткометражный фильм кинокомпании «Biograph Studios», снятый в 1912 году режиссёром Дэвидом Гриффитом. В этом фильме впервые появились на экране сёстры Лиллиан и Дороти Гиш, протекцию которым перед режиссёром составила их знакомая актриса Мэри Пикфорд, бывшая на тот момент звездой студии.

## В ролях
- Элмер Бут
- Лилиан Гиш
- Дороти Гиш
- Гарри Кэри — вор
- Роберт Харрон
- Грейс Хендерсон — невидимый враг
- Чарльз Хилл Майлз
- Уолтер Миллер
- Генри Вольтхолл
- Адольф Лестина
- Антонио Морено — человек на мосту
- Эрих фон Штрохейм — человек в соломенной шляпе